# Grainville-sur-Odon
Grainville-sur-Odon é uma comuna francesa na região administrativa da Normandia, no departamento Calvados. Estende-se por uma área de 5,26 km². Em 2010 a comuna tinha 1 056 habitantes (densidade: 200,8 hab./km²).